# T.J. Yates
Taylor Jonathan Yates, detto T.J. (Marietta, 28 maggio 1987), è un giocatore di football americano statunitense che gioca nel ruolo di quarterback per gli Houston Texans della National Football League (NFL). Fu scelto nel quinto giro del Draft NFL 2011 dopo aver giocato a football al college a North Carolina.

## Carriera

### Houston Texans

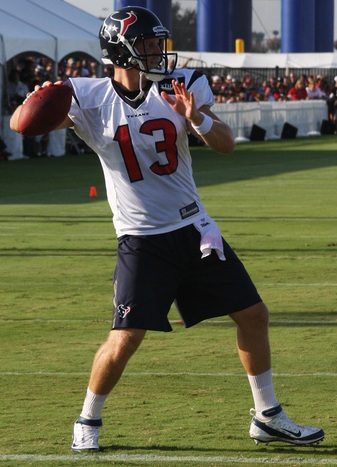
Yates con la maglia dei Texans.

Yates fu scelto come 152º scelta al quinto giro dagli Houston Texans. Debuttò sul campo il 27 novembre 2011 contro i Jacksonville Jaguars quando il quarterback Matt Leinart lasciò la partita a causa di un infortunio. Yates giocò la sua prima partita da titolare la settimana successiva contro gli Atlanta Falcons divenendo il primo giocatore nel ruolo di quarterback della University of North Carolina ad iniziare da titolare una partita nella NFL. Yates iniziò la seconda partita da titolare contro i Cincinnati Bengals l'11 dicembre. Yates completò 26 passaggi su 44 per 300 yard, passando 2 touchdown ed un intercetto e guidò i Texans alla loro decima vittoria, centrando un posto nei playoff per la prima volta nella loro storia. Per la sua prestazione contro i Bengals fu nominato rookie della settimana. Il 7 gennaio 2012, Yates guidò i Texans alla loro prima vittoria nei playoff della storia con un 31-10 sui Cincinnati Bengals. Nel turno successivo Yates e i Texans si scontrarono con la forte difesa dei Baltimore Ravens che li eliminarono dai playoff.
Nella settimana 6 del 2012, Yates giocò la seconda gara della stagione contro i Packers subentrando a Schaub nel finale di gara, passando 23 yard e subendo un intercetto. La terza presenza fu nella settimana 14 contro i Patriots in cui T.J. segnò un touchdown su corsa, con Houston che però venne sconfitta nettamente.
Yates disputò la prima gara nella stagione 2013 nella settimana 5 contro i San Francisco 49ers, subentrando a Matt Schaub nel finale di gara dopo che questi aveva lanciato tre intercetti. La settimana successiva Schaub si infortunò a una caviglia durante la gara contro i St. Louis Rams e Yates entrò al suo posto e subendo due intercetti, di cui uno ritornato in touchdown.

### Atlanta Falcons
Il 18 giugno 2014, Yates fu scambiato con gli Atlanta Falcons per il linebacker Akeem Dent. Debuttò con la nuova maglia nella settimana 3 contro i Tampa Bay Buccaneers rilevando il titolare Matt Ryan a risultato acquisito, completando tre passaggi su quattro e subendo un intercetto. Quella fu la sua unica presenza stagionale. Fu svincolato il 4 settembre 2015.

### Ritorno ai Texans
Il 27 ottobre 2015, Yates firmò per fare ritorno ai Texans al posto dello svincolato Ryan Mallett. Nel Monday Night Football della settimana 10, entrò nel terzo quarto al posto di Brian Hoyer che aveva subito una commozione cerebrale, guidando la squadra alla vittoria con l'unico touchdown della partita, interrompendo l'imbattibilità dei Bengals. Sette giorni dopo disputò la prima gara come titolare dal 2012 portando Houston a battere i Jets con 229 yard passate e 2 TD.
Nella stagione 2016 Yates fece parte dei Miami Dolphins mentre nella prima parte del 2017 dei Buffalo Bills. Il 3 novembre 2017 tornò nuovamente ai Texans e nella settimana 14 subentrò all'infortunato Tom Savage con la squadra in svantaggio e sfiorando la rimonta contro i San Francisco 49ers con due touchdown passati a DeAndre Hopkins. Partì poi come titolare nelle ultime tre gare gare dove i Texans subirono altrettante sconfitte.

## Palmarès
- Rookie della settimana: 1

14ª del 2011

## Statistiche

### Stagione regolare
| Anno   | Squadra | P  | PT | Passaggi | Passaggi | Passaggi | Passaggi | Passaggi | Passaggi | Passaggi | Passaggi | Corse | Corse | Corse | Fumble | Fumble |
| Anno   | Squadra | P  | PT | Comp     | Ten      | %        | Yard     | Media    | TD       | Int      | Rat      | Ten   | Yard  | TD    | Fum    | Persi  |
| ------ | ------- | -- | -- | -------- | -------- | -------- | -------- | -------- | -------- | -------- | -------- | ----- | ----- | ----- | ------ | ------ |
| 2011   | HOU     | 6  | 5  | 82       | 134      | 61.2     | 949      | 7.1      | 3        | 3        | 80.7     | 14    | 57    | 0     | 5      | 3      |
| 2012   | HOU     | 4  | 0  | 4        | 10       | 40.0     | 38       | 3,8      | 0        | 1        | 11.7     | 2     | -1    | 1     | 2      | 1      |
| 2013   | HOU     | 3  | 0  | 15       | 22       | 68.2     | 113      | 5.1      | 0        | 2        | 42.4     | 1     | 0     | 0     | 1      | 0      |
| 2014   | ATL     | 1  | 0  | 3        | 4        | 75.0     | 64       | 16.0     | 0        | 1        | 77.1     | 0     | 0     | 0     | 0      | 0      |
| Totale | Totale  | 14 | 5  | 104      | 170      | 61.2     | 1,164    | 6.8      | 3        | 7        | 70.3     | 17    | 56    | 1     | 8      | 4      |